# Saint-Quentin-le-Petit
Saint-Quentin-le-Petit é uma comuna francesa na região administrativa de Grande Leste, no departamento das Ardenas. Estende-se por uma área de 8,95 km². Em 2010 a comuna tinha 122 habitantes (densidade: 13,6 hab./km²).